# Guri Marciuk
Guri Ivanovici Marciuk (n. 8 iunie 1925, Q18796115⁠(d), Buzuluk Uyezd⁠(d), RSFS Rusă, URSS – d. 24 martie 2013, Moscova, Rusia) a fost un matematician ucrainean, care a îndeplinit funcția de președinte al Academiei Ruse de Științe (1986-1991). A fost ales ca membru de onoare al Academiei Române (în 1991).